# Birbalomys
Birbalomys es un género extinto de mamíferos, perteneciente al orden de los roedores, que habitaba en el subcontinente indio. Tenía una longitud de 30 cm, y se creía que había sido un miembro de la familia Ctenodactylidae, aún existente, pero las reconstrucciones de su aspecto físico son sumamente especulativas. Algunos paleontólogos consideran a los Birbalomys el roedor más primitivo, relacionado con los antepasados de todos los miembros del orden Rodentia.